# Natuurpark Laguna Negra y los Circos Glaciares de Urbión

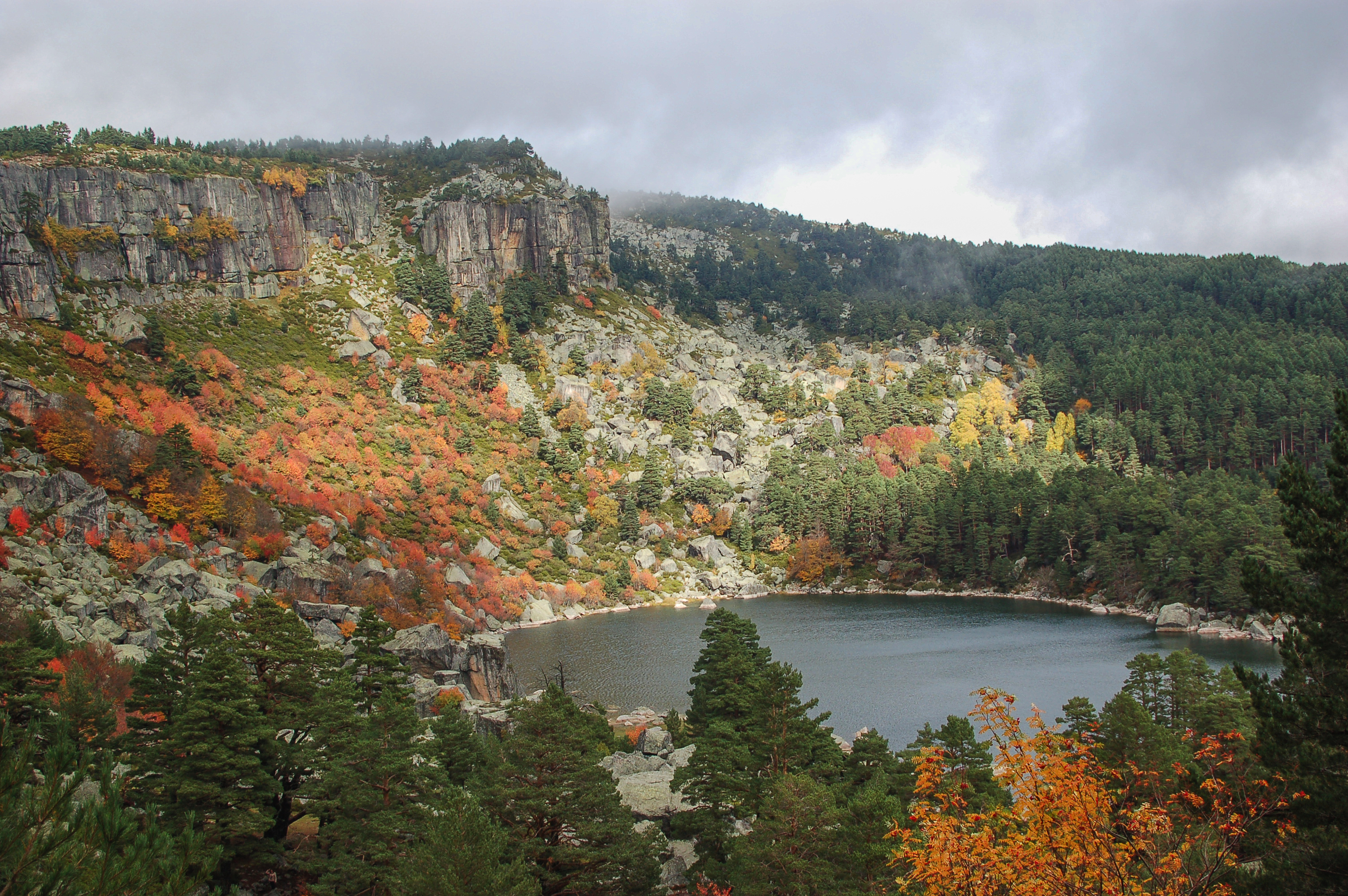

Het Natuurpark Laguna Negra y los Circos Glaciares de Urbión (Spaans: Parque natural Laguna Negra y los Circos Glaciares de Urbión) is een natuurpark in Castilië en León in Spanje. Het natuurpark werd opgericht in 2010 en is 4617 hectare groot. Het natuurpark omvat bergen, gletsjerketeldalen (cirques), meren en bossen. In het park komt aspisadder, westelijke smaragdhagedis voor.